# Lyra (instrument)
Pour les articles homonymes, voir Lyra.
Ne doit pas être confondu avec Lyre.
Le terme lyra (du grec : λύρα) désigne une famille d'instruments à cordes frottées. Il s'agit de vièles rustiques sans pique avec un corps fondu dans la caisse de résonance rencontrées dans les Balkans et au Moyen-Orient : en Grèce (lyra ou kemetzes), en Bulgarie (gadoulka) et en Turquie (kemençe) notamment. Datant du IXe siècle, elle est sans doute à l'origine du rebec médiéval. Elle peut se décliner aussi comme liraki en Crète, lira en Italie du Sud (Calabre) ou lirica, lirija, ou lijera, en Croatie.
Il ne faut pas les confondre avec la famille de la vièle à pique kamânche, au nom similaire, mais à la forme très distincte (ni avec la sînekemanı, la viole d'amour employée aussi dans la musique turque). Elles sont également très proches du rabâb arabe.
Une des particularités de cette famille d'instruments (hormis pour la lyra pontique) est la méthode de pression des cordes. Afin d'obtenir les variations nécessaires, les cordes ne sont pas pressées par en haut avec la pulpe des doigts, comme au violon, mais elles sont touchées de côté par les ongles qui glissent donc le long d'elles, comme au sarangi.
Il en existe plusieurs variantes :

## Lyra byzantine

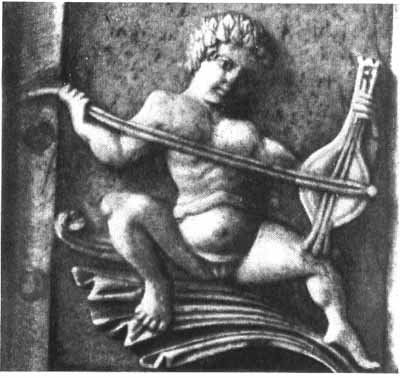
Lyra byzantine

C'est sans doute à Byzance qu'il faut chercher l'origine de cet instrument au IXe ou Xe siècle. C'est le géographe persan Ibn Khordadbeh qui le mentionne pour la première fois, dans une énumération organologique. Selon l'historien arabe El Messaoudi, la lyra byzantine est l'équivalent du rabâb arabe, ce que confirme le Glossarium Latino-Arabicum du XIe siècle. D'après le compositeur ottoman Abd al-Qadir Maraghi (en) du XIVe siècle, cet instrument était aussi répandu parmi les Turcs et les Perses sous le nom de kemânçe-i rumî (lyra des roumis, c.à.d. des chrétiens), pourtant il n'existe aucune miniature ou source d'un instrument similaire avant le XVIIIe siècle en ces contrées. Par contre, la plus ancienne représentation iconographique de l'instrument se trouve sur un coffret en ivoire byzantin daté entre 900 et 1100 et conservé à Florence ; on a aussi retrouvé deux spécimens de lyras byzantines remontant à l'an 1190 lors d'excavations à Novgorod.
Lutherie
Elle avait déjà deux formes distinctes avec un corps piriforme typique long de 40 cm, pour l'un prolongé par un fin manche sans touche, pour l'autre sans manche mais avec une touche incluse à la caisse de résonance en bois, percée de deux ouïes semi-circulaires sur la table d'harmonie, terminées par un chevillier plat aux chevilles placées à l'arrière ; deux ou trois cordes y étaient fixées.
Jeu
On en touchait les cordes en appuyant les ongles sur le côté des cordes et non en appuyant dessus avec la pulpe des doigts, d'où l'économie de la touche. On pense qu'on en jouait sur plusieurs cordes à la fois, avec une autre à titre de bourdon.

## Lyra pontique ou kemençe

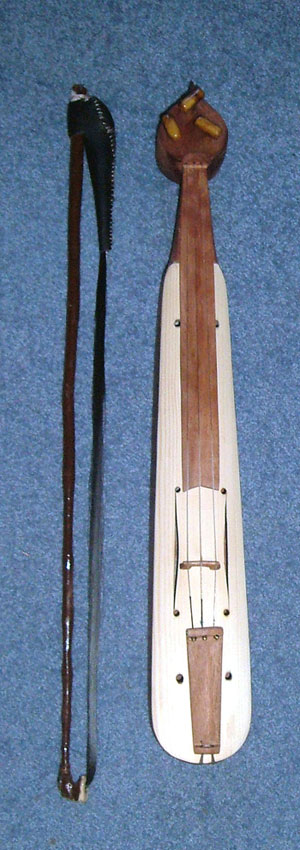
Lyra pontique

Cette pondiaki lyra en forme de barque (naviforme) se rencontre dans la région frontalière de la Grèce et de la Turquie européenne, mais elle est sans doute originaire des rives de la Mer Noire (autour de Trabzon) où on la nomme kemençe, karadeniz kemençesi (kemençe de la mer Noire) ou lyra du Pont ; c'est l'instrument emblématique du peuple laze de Turquie et des Grecs pontiques, pratiquée aussi sous le nom de kementzes en Grèce continentale à la suite de l'exil des Grecs de Turquie. On la trouve aussi sous le nom de kaman en Arménie, sous diverses formes. Elle ressemble à notre ancienne pochette des maîtres à danser.
 Lutherie 
Elle possède un corps oblong (peut-être à l'origine en gourde). La table d'harmonie est ici en bois de noyer, comme le reste de l'instrument long de 40 cm, très léger d'ailleurs. Deux très fines et longues ouïes y sont pratiquées, ainsi que quatre petits orifices. L'instrument est souvent taillé dans une seule pièce de bois massif évidée. Des décorations de marqueterie ou de bas-relief y sont parfois pratiquées. Une âme est placée sous le chevalet, à la manière de celle du violon. Elle est montée de trois cordes métalliques en général. Certains kamans arméniens disposent de plusieurs cordes sympathiques.
 Jeu 
L'accord est variable : La - La - Ré, Mi - La - Ré, ou d'autres quartes. L'ambitus est de deux octaves. on en joue assis, l'instrument posé sur le genou, ou debout, l'instrument contre la poitrine. La mélodie est jouée sur une ou deux cordes (en polyphonie) avec la troisième faisant office de bourdon. Autrefois en boyau, elles sont à présent en métal. Les cordes sont pressées sur la touche, comme pour le violon.

## Politiki lyra ou klâsik kemençe
Cette lyra (en Grec : πολίτικη λύρα, soit « lyra politique », c'est-à-dire de la ville (de Constantinople) en forme de poire (piriforme), se rencontre surtout dans les îles grecques du Dodécanèse et de Crète, ainsi qu'en Thrace et en Macédoine, mais aussi en Turquie où elle a été intégrée à l'instrumentarium de la musique ottomane sous le nom de klâsik kemençe (anciennement kemençe rumi ("des chrétiens"), armudî kemençe (piriforme) et fasıl kemençesi ou tırnak  kemençe ("ongle")) depuis le XIXe siècle, alors qu'au XVIIIe siècle, appelée kemân, elle ne servait qu'à titre folklorique dans les milieux urbains, de Constantinople, jouée par les Tsiganes, entre autres. Une famille d'instruments en a été tirée en Turquie (soprano, contralto, ténor, baryton et basse) mais vite abandonnée à part le soprano. La gadoulka bulgare y est aussi apparentée.
 Lutherie 

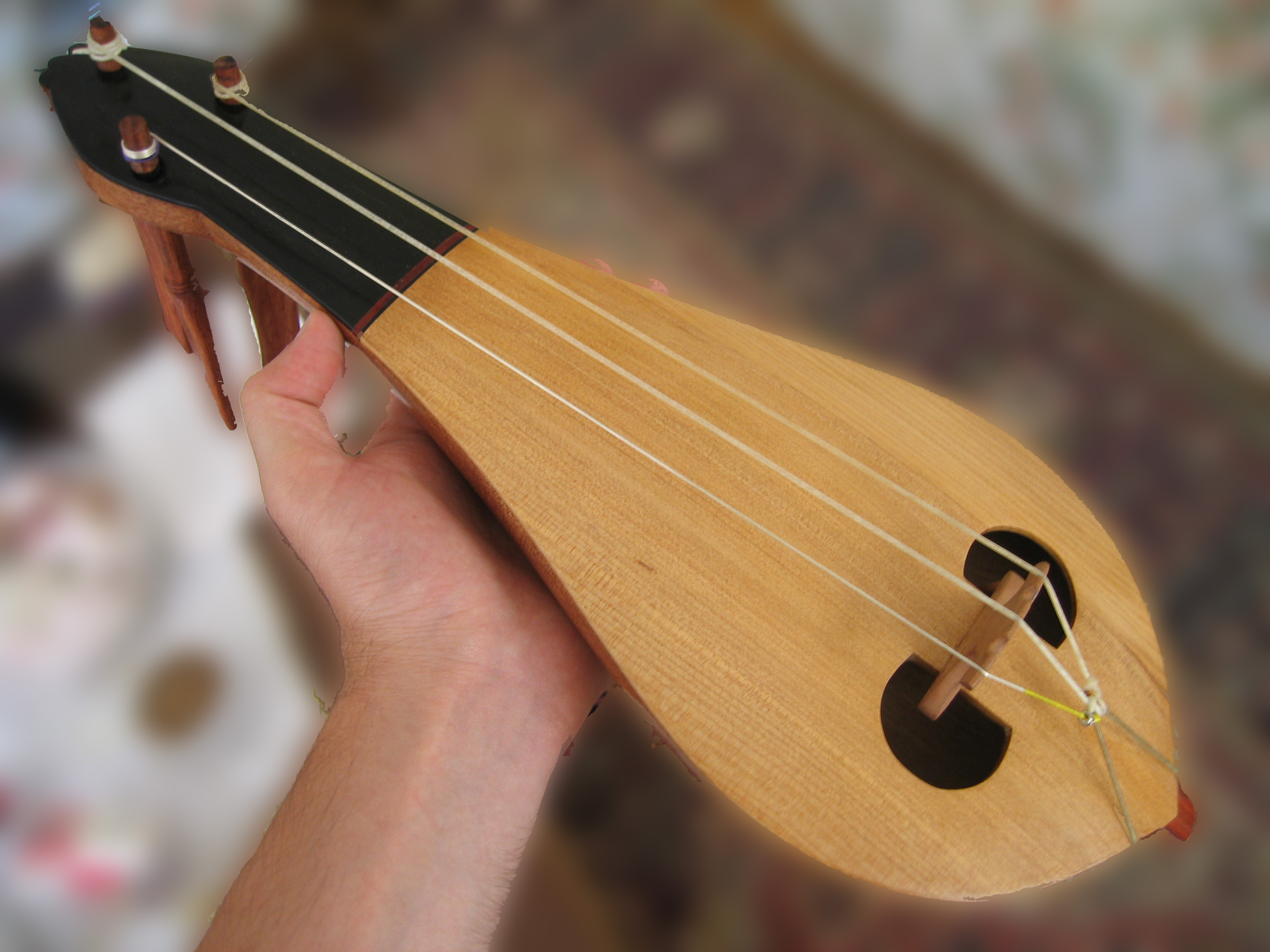
Kemençe ottoman/Politiki lyra

Elle a un corps piriforme long de 40 cm et large de 15 cm, avec la touche dans le prolongement de la table d'harmonie. Le corps est entièrement excavé d'un bloc de bois monoxyle sur lequel est apposée ensuite une table d'harmonie (parfois bombée) en bois de conifère percée de deux ouïes en forme de D. Celle-ci est supportée par une petite âme en bois similaire à celle du violon, mais placée ici sous une excroissance au niveau du pied du chevalet. Auparavant, le centre du dos de l'instrument était aussi percé de quelques très petits trous de résonance de quelques millimètres. Elle a trois (ou quatre cordes dans les îles du Dodécanèse) en boyau, dont celle du milieu est plus longue que les autres et est entourée de fil d'argent. Sur certains modèles, elle passe sur un petit chevalet de bois, afin de réduire sa longueur vibrante. Certains modèles anciens disposent aussi de trois cordes sympathiques et de lourdes marqueteries.
Avant-guerre, l'archet long de 60 cm était rustique, avec une cambrure convexe, une tension manuelle et quelques grelots fixés dessus afin de marquer le rythme. On utilise à présent souvent un archet de violon, mais tenu lui aussi, la paume dirigée vers le ciel.
 Jeu 
Les cordes sont généralement accordées à la quinte mais parfois à la quarte dans l'accord alla turca, La - Ré - Sol, ou encore dans un mélange des deux : La - Ré - La ou Ré - Sol - Ré, selon la voix du chanteur accompagné avec l'instrument. Les cordes sont ici pressées de côté par l'ongle (comme la gadoulka). On en joue traditionnellement assis, posée sur le genou gauche, ou entre les genoux ; mais il arrive qu'elle soit jouée debout, reposant contre la poitrine ou la ceinture. Les musiciens jouent souvent sur plusieurs cordes à la fois en accompagnant la mélodie exécutée sur la corde la plus haute, avec les autres cordes à titre de bourdons polyphoniques. Elle peut se jouer seule, ou accompagnée de percussions ou d'autres instruments mélodiques, tels la tsambouna ou le laouto.

## Lyra crétoise

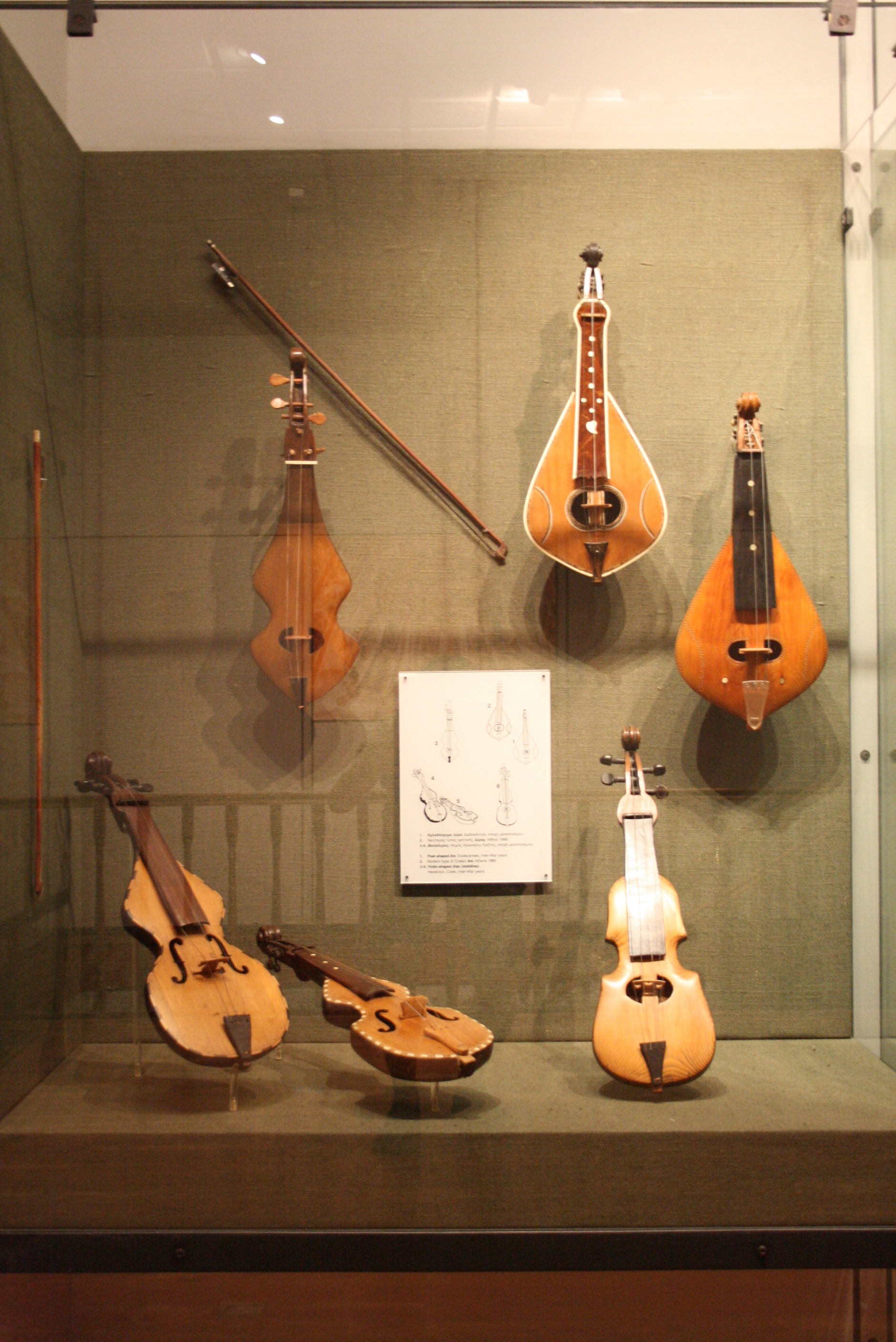
Lyras crétoises

On ne sait si elle est arrivée sur l'île de Crète sous l'influence des Arabes ou des Byzantins, mais elle y est sans doute apparue vers le Xe siècle ; à la suite de la conquête vénitienne et de l'influence du violon, la lyra crétoise a subi de fortes transformations du XIIIe au XXe siècle.
Il en existe quatre tailles ou formes dont la liraki, la lyra koini (commune et médium, de 40 cm de long et 11 cm de large), la vrondolira (la plus large, 63 cm par 23 cm) et la viololira à l'aspect plus proche du violon avec une caisse de résonance resserrée. On la retrouve aussi dans les îles du Dodécanèse et partiellement à Rhodes.
 Lutherie 
La liraki est la forme la plus ancienne, la plus petite et la plus proche de la lyra byzantine. Elle est de fabrication plus artisanale, souvent confiée aux musiciens eux-mêmes, mais tombe actuellement en désuétude.
La lyra crétoise commune a un corps piriforme en bois de noyer, de mûrier ou d'asfadamos mais avec une volute, une touche surélevée et une disposition différente des cordes (avant traditionnellement en boyau) de même longueur (permettant un jeu plus étendu), inspirés du violon. L'archet (doksari) en crin de cheval, ornementé de grelots (gerakokoudouna) a là aussi été largement remplacé par celui du violon.
 Jeu 
L'ancien accord mêlant quinte et quarte (La - Ré - La et La - Ré - Sol), favorisant le jeu sur la 1re et la 3e cordes avec un bourdon sur la 2e, a été remplacé par un accord en quinte sans bourdon de jeu, où la mélodie peut donc être jouée sur toutes les cordes, comme au violon.
La lyra crétoise forme souvent un duo avec le luth laouto pour l'interprétation de la musique crétoise. Parmi les interprètes grecs, on peut citer Thanasis Skordalos, Psarantonis et le crétois d'adoption Ross Daly.

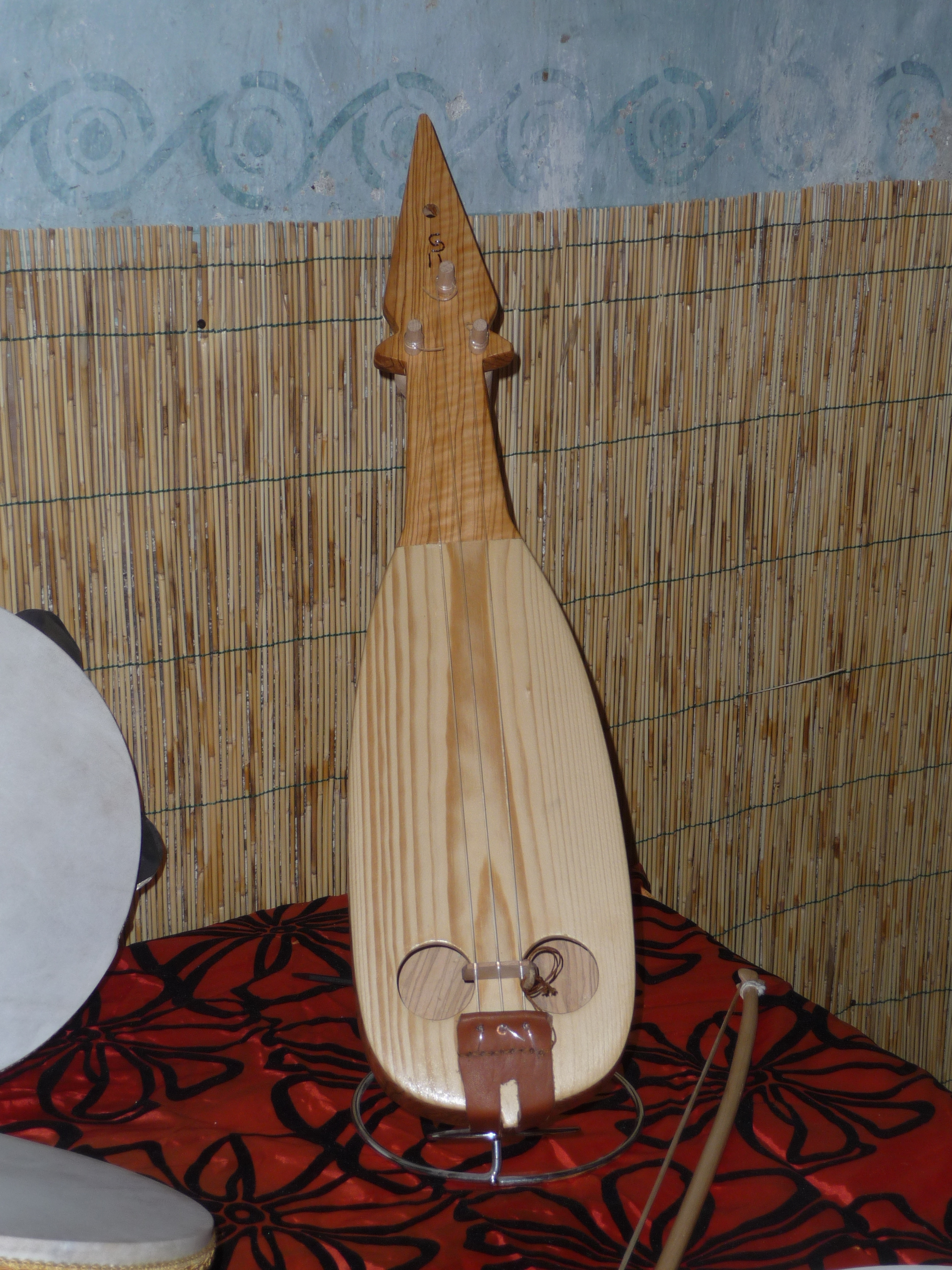
Lira calabraise

## Lira calabraise
La lira calabrese est une lira du sud de l'Italie (la Calabre) arrivée sans doute sous l'influence des Byzantins ou des Vénitiens. Elle est en voie de disparition. Il en existe trois variantes : soprana, contralta et ntronata.
 Lutherie 
Elle est piriforme et a trois cordes en nylon.
 Jeu 
On en joue en la tenant verticalement, comme les autres lyras. Les cordes sont touchées sur le côté par l'ongle et non appuyées sur le dessus par la pulpe des doigts. On en joue de plusieurs à la fois afin d'augmenter la sonorité de l'instrument. On y joue des sérénades et elle accompagne aussi les tarentelles.

## Lirica croate

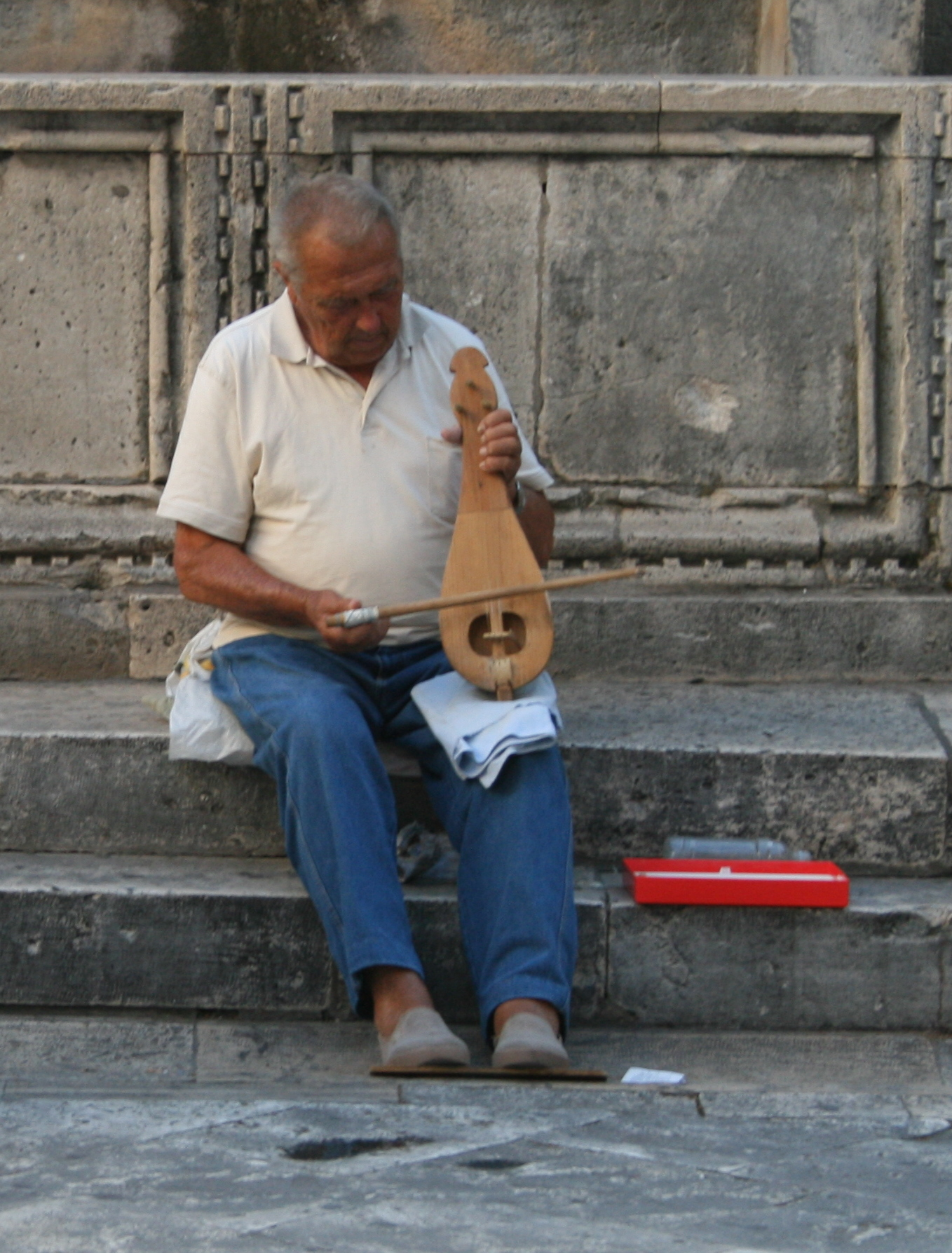
Lirica croate

La lirica est aussi proche de la politiki lyra, et est certainement arrivée avec la poussée ottomane.
 Lutherie 
Piriforme, elle a un corps excavé d'un bloc de bois monoxyle de murier recouvert d'une fine table d'harmonie en bois léger, percée de deux ouïes en forme de D encadrant un petit chevalet. Les chevilles sont fixées à l'arrière du chevillier.
 Jeu 
Les trois cordes sont de longueurs disparates, et l'accord est : La - Ré - Sol. La mélodie est jouée sur la corde la plus haute, accompagnée par le bourdon de la troisième et la seconde corde est parfois un bourdon, parfois un redoublement polyphonique. Elle accompagne les danses villageoises.

## Gadoulka
La gadoulka est un instrument bulgare très similaire à la politiki lyra mais avec des cordes sympathiques. il en existe aussi diverses tailles et formes selon les régions.

## Notes

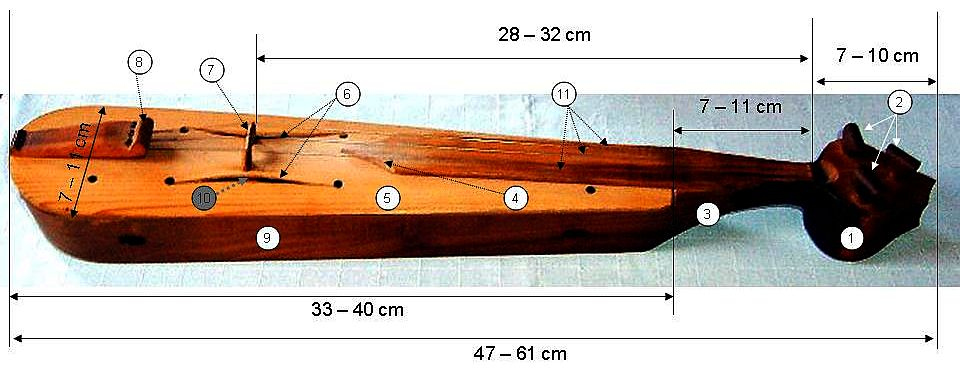
Mesures
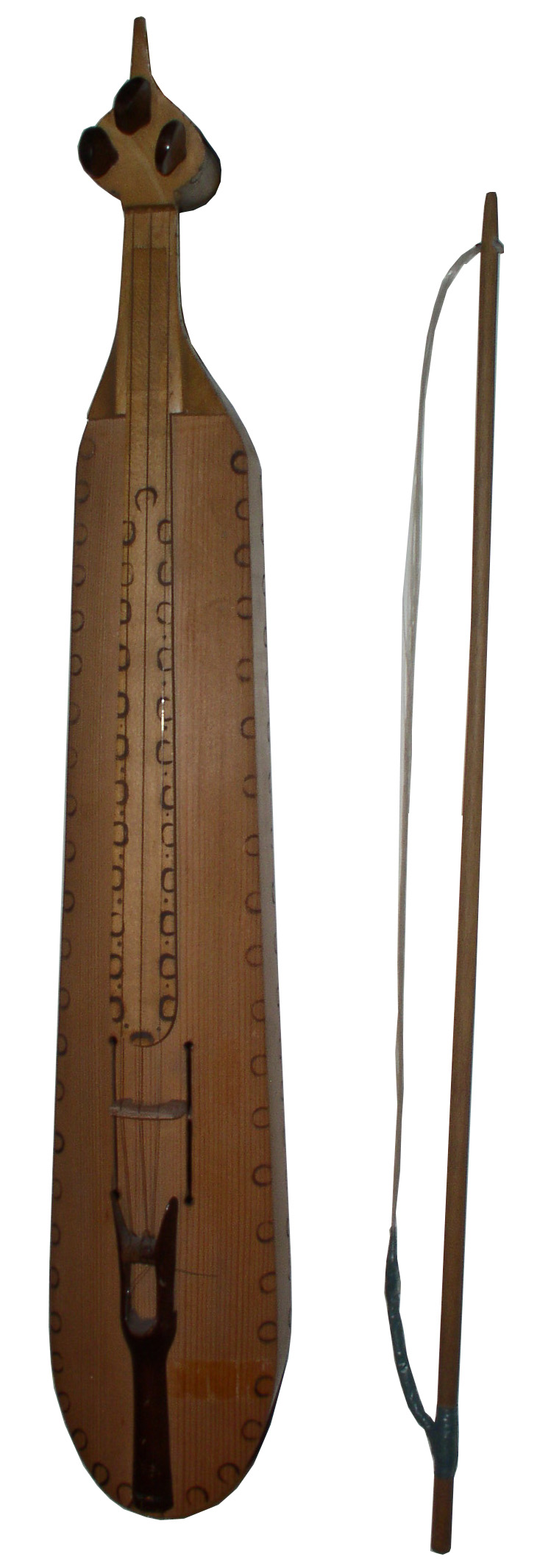
Kemençe
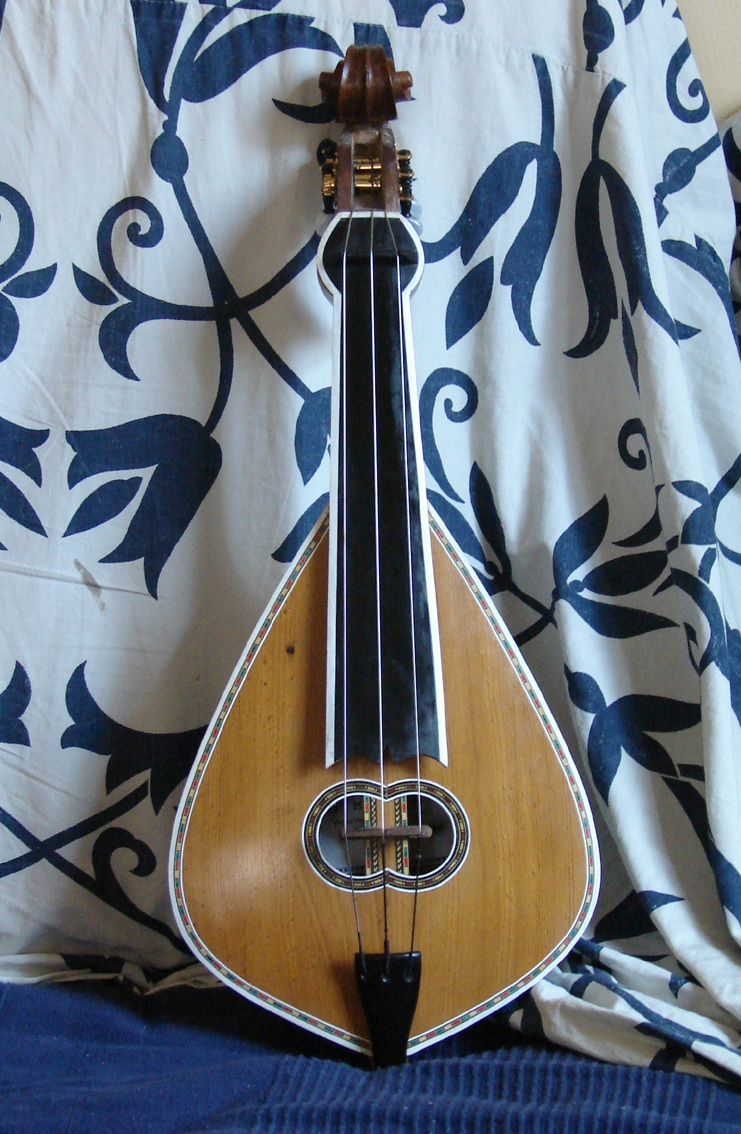
Lyra crétoise
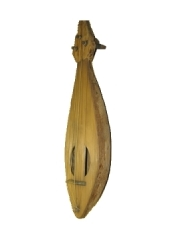
Lyra byzantine de Novgorod